# エウクレイア (ギリシア神話)
エウクレイア（ギリシャ語：Εὔκλεια）は、ギリシア神話における栄光と名声の女神である。優雅女神カリスの一柱。プルタルコスによれば、エウクレイアはヘーラクレースとミュルトーの娘で、かつては人間であったが、死後に処女女神として祀られるようになった。しかし、オルフェウス教の詩片には、エウクレイアはヘファイストスとアグライアーの娘だと言及されている。

## 信仰
主にマケドニア、ボイオティア、ロクリスにて信仰されており、他のギリシア諸都市においてもアゴラ周辺で祀られることが多かった。マケドニアのかつての首都であったアイガイのアゴラにもエウクレイアの神域があり、そこからはピリッポス2世の母エウリュディケが奉納した台座（「シッラスの娘エウリュディケがエウクレイアに奉納する」という銘文が刻まれている）が発掘された。この神域内部には、ピリッポス2世が紀元前340年頃に建造したエウクレイア神殿があった。アテナイにもエウクレイアの神域があり、マラトンの戦いで勇敢に戦った市民たちの栄光を記念して捧げられたものである。陶器においてはアフロディテと一緒に描かれることが多いが、これは「貞操に関して良い評判がある花嫁」を表している。